# Arhipelag Gulag
Arhipelag Gulag (ruski: Архипелаг ГУЛАГ) je knjiga ruskog pisca Aleksandra Solženjicina.
Knjiga istražuje prisilne radne logore za disidente koji su procesuirani u sovjetskom režimu godinama nakon Drugog svjetskog rata. Većina disidenata bili su nevini i kažnjeni samo zbog drugačijeg političkog mišljenja.
Solženjicin je napisao knjigu prema vlastitom iskustvu, jer je i osobno bio zatočen u trajanju od 8 godina u razdoblju između 1945. i 1953. godine. Knjiga je prvobitno objavljena ilegalno kao samizdat u Sovjetskom Savezu, a na Zapadu 1973. godine u Parizu. U Rusiji, knjiga nije službeno objavljena sve do 1989. godine.
To je dokumentarna, ali i duboko osobna optužba sovjetskoga sustava koncentracijskih logora, golemo trosvezačno djelo temeljeno na preplitanju osobnih iskustava i mnoštva pisama, zabilješki i ostalih dokumenata koje je pisac dobivao od bivših supatnika, a koja su skupljena i obrađena u okolnostima krajnje konspirativnosti. Ta je uništavajuća optužba sovjetskoga sustava za propast i smrt milijuna ljudi slomila i posljednje komunističke apologete na Zapadu.
Naslov knjige odnosi se na niz izoliranih "otoka" logora diljem Sovjetskog Saveza. Gulag je ruski akronim za "Glavnu upravu logora" (ruski: "Главное управление лагерей").
Knjiga se smatra jednom od najutjecajnijih knjiga 20. stoljeća. Na zapadu se smatralo, da je za prisilni rad u logorima odgovoran prvenstveno Staljin, a ne indirektno sovjetski režim. U svojoj knjizi, međutim, Solženjicin objašnjava, da problem logora potječe još od Lenjina i početka socijalističke države.
Arhipelag Gulag i danas se naširoko smatra da pripada vrhu svijeta književnosti, pa se 1999. godine u izboru "Le Monda" našao na popisu 100 najboljih knjiga stoljeća.